# 田坂和昭
田坂 和昭（たさか かずあき、1971年8月3日 - ）は、広島県広島市出身の元サッカー選手で、サッカー指導者（JFA 公認S級コーチ）。現役時代のポジションは主にミッドフィールダー（MF）。元日本代表。

## 経歴

### 選手時代
1994年、ベルマーレ平塚がJリーグに昇格した年に入団。初年度からディフェンシブハーフ（ボランチ）のポジションを前年不動のレギュラーであった松山広淳から奪い、開幕戦から出場。平塚競技場のこけら落としとなった第2節では渡辺卓と激突し、顔面を骨折してその後1ヶ月を棒に振ったものの、復帰後は中心選手として活躍した。1stステージは岩本輝雄、名良橋晃の超攻撃的両サイドバックのフォローに追われたが、NICOSシリーズは優勝争いを演じ、田坂自身はJリーグ新人王を獲得した。
以後、不動のボランチとして活躍、1995年には日本代表にも選ばれた。しかし当時の監督加茂周がストッパーとして起用、イングランド遠征ではロベルト・カルロスに一瞬で振り切られるなど、スピード面での課題が露呈した。
フィリップ・トルシエが監督に就任すると再び代表に招集され、キリンビバレッジサッカー'99の日本対ブラジルではスタメン起用された。
1998年、バブル崩壊で平塚の親会社であるフジタの経営が悪化し、当時高額契約の選手であった小島伸幸、呂比須ワグナー、名塚善寛、洪明甫と共に自由契約となった。
1999年、東海大の先輩である澤登正朗のいる清水エスパルスに移籍。チームはこの年2ndステージで初優勝を果たしたが、監督のスティーブ・ペリマンには冷遇され13試合の出場にとどまった。翌2000年にはセレッソ大阪に移籍し、主力選手として1stステージ優勝争いに貢献した。2002年シーズン終了後に現役を引退した。

### 指導者時代
引退後すぐに指導者へと転進、2003年にC大阪ユースコーチに就任すると翌2004年、C大阪ジュニアユースコーチ、この年の中頃からJ2降格目前のトップチームのコーチに就任しJ1残留に貢献した。2004年シーズン終了後にC大阪から残留を要請されるが、S級ライセンス取得と海外へのコーチ留学のために退団した。2005年にS級ライセンスを取得している。
2006年、清水のサテライトチーム監督に就任し、2007年シーズンからはトップチームのコーチも兼任し、岡崎慎司、本田拓也、大前元紀などを育てた。
2011年からはJ2の大分トリニータ監督に就任する。同クラブは降格や経営難もあって主力選手がほとんど流出し厳しい戦いが予想されていたが、田坂は選手の意識改革を進める一方で、選手の特徴に合わせたコンバートや、シーズン途中に4バックから3バックに変更するなどの大胆な采配を見せ、順位こそ12位に終わったものの、指導者としては一定の評価を得た。2012年は前年からの戦術の浸透や選手の成長もあって第23節に首位に立つなど躍進を見せ、その後やや負けが込んだ時期もあったが最終的には6位でJ1昇格プレーオフに進出。レギュレーションの関係でJ1に昇格するには準決勝、決勝に連勝する必要があったが準決勝の京都戦に4-0で、決勝の千葉戦に1-0で勝利し、クラブを4年ぶりのJ1復帰に導いた。
監督として初のJ1となった2013年は開幕から低迷、第12節の新潟戦まで勝ち星を上げる事ができなかった。第8節で最下位に転落して以降は一度も順位を浮上させる事ができず10月5日の第28節・C大阪戦で6試合を残しJ2降格が決定した。リーグ戦ホーム未勝利、年間2勝、年間勝点14と歴代最低記録を多く記録するなど不名誉なシーズンとなったが田坂は翌年も続投となった。2014年はシーズン終了までJ1昇格プレーオフ進出への可能性を残すなど奮闘したが、最終節に敗れPO圏外の7位でシーズンを終えた。
2015年は前年の主力が抜けたことで、新しい戦術を浸透させることができず開幕からチームが低迷。16節終了時点で2勝しか挙げられず、J3自動降格圏内の最下位となっていたため6月1日に監督を解任された。7月2日には古巣である清水エスパルスのヘッドコーチに5年振りに就任した。その後、大榎克己監督が8月1日に辞任した為、監督代行を務める事となり同月11日付で正式に監督に就任した。だが、成績不振のためか清水のJ2降格が決まると、11月19日を持って監督を辞任した。尚同年6月まで指揮を執っていた大分もJ3降格となった。
2016年に松本山雅FCコーチに就任したが、1年で退任。2017年に福島ユナイテッドFCの監督に就任、2シーズン指揮を執り、リーグ戦の成績は初年度は10位、2年目は12位であった。2018年シーズン終了後退任。同年12月11日に、2019年より栃木SCの監督に就任する事が発表された。
2019年は開幕から低空飛行で、第12節終了時点では最下位に転落する。最下位はすぐ脱出したものの残留争いは続き、最終節を迎えた時点で20位鹿児島ユナイテッドFCと勝ち点3差の21位。しかしその最終節で勝利し、敗れた鹿児島を得失点差で上回ったため滑り込みでJ2残留を遂げた。
翌2020年は一時昇格プレーオフ圏へ迫るなど好調で、後半戦に失速したものの白星先行(15勝13分14敗)の10位でリーグを終えた。またJ2再昇格以降、栃木が勝ち越したのは田坂が監督を務めたこの2020年シーズンのみである。
しかし引き続き指揮を執った2021年は序盤での出遅れが影響し、ほとんど上位に顔を出せないまま14位で終了。12月1日、同年限りでの退任が発表された。
2022年12月8日、J3ギラヴァンツ北九州の監督に就任することが発表された。しかしシーズン初勝利を挙げた第2節の後11試合連続勝利なしとなるなどシーズン途中から最下位に低迷し、前半戦終了前に一旦最下位を脱したものの後半戦に入り再び最下位転落、第25節に敗れ19位と勝点差6に広げられた後の2023年9月5日に辞任となった。なお北九州はそのまま最下位に終わったものの、同年JFL年間順位1位2位がともにJ3ライセンスを持たないチームとなったためJFLへ降格はせずJ3残留となった。
2024年3月18日、上武大学サッカー部の監督に就任した。

## エピソード
木村和司、森島寛晃を生んだ広島の少年サッカークラブ、広島大河フットボールクラブの出身。
学生時代は横浜フリューゲルス入りを決意していたが、当時のベルマーレ平塚の石井義信強化部長、古前田充監督、ニカノールヘッドコーチ、東海大学の先輩でベルマーレの前身であるフジタOBの上川徹、ユース代表時代からの親友である名良橋晃ら総動員でやんやの説得に遭い、半ば強引に平塚へ入団となった。当時はJリーグ発足直後で景気が良く契約金以外に球団側がお金を出す様なこともあったというが平塚については無かったと田坂本人が語っている。
1994年の横浜マリノス(現横浜F・マリノス)戦で、試合中の事故で眼窩部を骨折してしまい、防護用のフェイスマスクを着用して試合に臨み、その風貌から「ジェイソン」（映画『13日の金曜日』の登場人物）と呼ばれたことがあった。
田坂の代名詞ともいえるスキンヘッドは剃っているのではなく、先天性無毛症という遺伝子疾患によるもの。祖父の被爆が原因では無いかとも言われていたが、自身の著書『負けずじゃけん。』において「親が被爆者などと正しくないことを書かれた」とこれを否定している
。少年時代は広島東洋カープの全盛期で、田坂もカープの赤い帽子を常に被っていたが容姿についての目線を嫌いどんな時も外で帽子を脱ぐことはなかった。
日本代表のチームの雰囲気を伝える話として、加茂周監督時代は自由なところがあり、合宿で京都に滞在した際、三浦知良の「金閣寺、行くぞ」という号令の下、田坂、北澤豪、中山雅史、藤田俊哉の5人で日本代表のジャージを着たまま電車に乗って行ったことがあったという。代表監督がフィリップ・トルシエになってから選手の世代が変わったこともありチームの雰囲気が変わり、「メシ喰ったら自分の部屋に帰ってゲームをするようになった」という。
清水エスパルス在籍時代に筋肉番付のキックターゲット2のコーナーで見事制覇し、賞金200万円を手にした。

## 所属クラブ
- 1987年 - 1989年 東海大学第一高等学校 (現 東海大学付属静岡翔洋高等学校)
- 1990年 - 1993年 東海大学
- 1994年 - 1998年  ベルマーレ平塚
- 1999年  清水エスパルス
- 2000年 - 2002年  セレッソ大阪

## 個人成績
| 国内大会個人成績 | 国内大会個人成績 | 国内大会個人成績 | 国内大会個人成績 | 国内大会個人成績 | 国内大会個人成績 | 国内大会個人成績 | 国内大会個人成績 | 国内大会個人成績 | 国内大会個人成績 | 国内大会個人成績 | 国内大会個人成績 |
| 年度             | クラブ           | 背番号           | リーグ           | リーグ戦         | リーグ戦         | リーグ杯         | リーグ杯         | オープン杯       | オープン杯       | 期間通算         | 期間通算         |
| 年度             | クラブ           | 背番号           | リーグ           | 出場             | 得点             | 出場             | 得点             | 出場             | 得点             | 出場             | 得点             |
| 日本             | 日本             | 日本             | 日本             | リーグ戦         | リーグ戦         | リーグ杯         | リーグ杯         | 天皇杯           | 天皇杯           | 期間通算         | 期間通算         |
| ---------------- | ---------------- | ---------------- | ---------------- | ---------------- | ---------------- | ---------------- | ---------------- | ---------------- | ---------------- | ---------------- | ---------------- |
| 1994             | 平塚             | -                | J                | 35               | 0                | 1                | 0                | 5                | 1                | 41               | 1                |
| 1995             | 平塚             | -                | J                | 47               | 1                | -                | -                | 0                | 0                | 47               | 1                |
| 1996             | 平塚             | -                | J                | 30               | 0                | 15               | 0                | 3                | 0                | 48               | 0                |
| 1997             | 平塚             | 3                | J                | 31               | 2                | 5                | 0                | 3                | 0                | 39               | 2                |
| 1998             | 平塚             | 5                | J                | 33               | 0                | 3                | 0                | 2                | 0                | 38               | 0                |
| 1999             | 清水             | 13               | J1               | 13               | 2                | 2                | 0                | 0                | 0                | 15               | 2                |
| 2000             | C大阪            | 4                | J1               | 30               | 1                | 4                | 0                | 3                | 0                | 37               | 1                |
| 2001             | C大阪            | 4                | J1               | 29               | 1                | 2                | 0                | 4                | 0                | 35               | 1                |
| 2002             | C大阪            | 4                | J2               | 17               | 2                | -                | -                | 1                | 0                | 18               | 2                |
| 通算             | 日本             | 日本             | J1               | 248              | 7                | 32               | 0                | 20               | 1                | 300              | 8                |
| 通算             | 日本             | 日本             | J2               | 17               | 2                | -                | -                | 1                | 0                | 18               | 2                |
| 総通算           | 総通算           | 総通算           | 総通算           | 265              | 9                | 32               | 0                | 21               | 1                | 318              | 10               |

その他の公式戦
- 1995年
  - スーパーカップ 1試合0得点
- 1999年
  - スーパーカップ 1試合0得点

## 代表歴
- 1989年: ユース日本代表
- 1991年: ユニバーシアード（サッカー競技）日本代表
- 1993年: ユニバーシアード（サッカー競技）日本代表

### 試合数
- 国際Aマッチ: 7試合出場 0得点 (1995年 - 1999年)

| 日本代表 | 国際Aマッチ | 国際Aマッチ |
| 年       | 出場        | 得点        |
| -------- | ----------- | ----------- |
| 1995     | 4           | 0           |
| 1996     | 0           | 0           |
| 1997     | 0           | 0           |
| 1998     | 0           | 0           |
| 1999     | 3           | 0           |
| 通算     | 7           | 0           |

### 出場
| No. | 開催日         | 開催都市     | スタジアム                 | 対戦相手       | 結果 | 監督                 | 大会                       |
| --- | -------------- | ------------ | -------------------------- | -------------- | ---- | -------------------- | -------------------------- |
| 1.  | 1995年05月28日 | 東京都       | 国立霞ヶ丘競技場陸上競技場 | エクアドル     | ○3-0 | 加茂周               | キリンカップ               |
| 2.  | 1995年06月03日 | ロンドン     |                            | イングランド   | ●1-2 | 加茂周               | アンブロカップ             |
| 3.  | 1995年06月06日 | リバプール   |                            | ブラジル       | ●0-3 | 加茂周               | アンブロカップ             |
| 4.  | 1995年10月24日 | 東京都       | 国立霞ヶ丘競技場陸上競技場 | サウジアラビア | ○2-1 | 加茂周               | デサント・アディダスマッチ |
| 5.  | 1999年03月31日 | 東京都       | 国立霞ヶ丘競技場陸上競技場 | ブラジル       | ●0-2 | フィリップ・トルシエ | キリンビバレッジ           |
| 6.  | 1999年06月03日 | 東京都       | 国立霞ヶ丘競技場陸上競技場 | ベルギー       | △0-0 | フィリップ・トルシエ | キリンカップ               |
| 7.  | 1999年06月29日 | アスンシオン |                            | ペルー         | ●2-3 | フィリップ・トルシエ | コパ・アメリカ             |

## タイトル

### クラブ
東海大学
- 全日本大学サッカー選手権大会（1990年）
- 総理大臣杯全日本大学サッカートーナメント（1991年）

ベルマーレ平塚
- 天皇杯全日本サッカー選手権大会（1994年）
- アジアカップウイナーズカップ（1995年）

清水エスパルス
- Jリーグ ディビジョン1 2ndステージ（1999年）

### 個人
- Jリーグ新人王（1994年）

## 指導歴
- 2003年 - 2004年  セレッソ大阪
  - 2003年 U-18コーチ
  - 2004年 トップチームコーチ
- 2006年 - 2010年  清水エスパルス コーチ兼サテライトチーム監督
- 2011年 - 2015年6月  大分トリニータ 監督
- 2015年7月 - 12月  清水エスパルス
  - 2015年7月 - 8月 ヘッドコーチ
  - 同年8月 - 12月 監督
- 2016年  松本山雅FC コーチ
- 2017年 - 2018年  福島ユナイテッドFC 監督
- 2019年 - 2021年  栃木SC 監督
- 2023年1月 - 9月  ギラヴァンツ北九州 監督
- 2024年3月 -  上武大学サッカー部 監督

## 監督成績
- シーズン途中就任・退任の場合は在任期間の成績を記載する。順位は退任時のものに準じる。

| 年度   | クラブ | 所属   | リーグ戦 | リーグ戦 | リーグ戦 | リーグ戦 | リーグ戦 | リーグ戦 | カップ戦   | カップ戦   | 備考           |
| 年度   | クラブ | 所属   | 順位     | 勝点     | 試合     | 勝       | 分       | 敗       | リーグ杯   | 天皇杯     | 備考           |
| ------ | ------ | ------ | -------- | -------- | -------- | -------- | -------- | -------- | ---------- | ---------- | -------------- |
| 2011   | 大分   | J2     | 12位     | 50       | 38       | 12       | 14       | 12       | -          | 3回戦      |                |
| 2012   | 大分   | J2     | 6位      | 71       | 42       | 21       | 8        | 13       | -          | 2回戦      |                |
| 2013   | 大分   | J1     | 18位     | 14       | 34       | 2        | 8        | 24       | 予選リーグ | ベスト8    |                |
| 2014   | 大分   | J2     | 7位      | 63       | 42       | 17       | 12       | 13       | -          | 3回戦      |                |
| 2015   | 大分   | J2     | 22位     | 11       | 16       | 2        | 5        | 9        | -          | -          | 第16節まで指揮 |
| 2015   | 清水   | J1     | 17位     | 7        | 12       | 1        | 4        | 7        | -          | 2回戦      | 第23節より指揮 |
| 2017   | 福島   | J3     | 10位     | 43       | 32       | 13       | 4        | 15       | -          | 県予選敗退 |                |
| 2018   | 福島   | J3     | 12位     | 40       | 32       | 9        | 13       | 10       | -          | 県予選敗退 |                |
| 2019   | 栃木   | J2     | 20位     | 40       | 42       | 8        | 16       | 18       | -          | 3回戦      |                |
| 2020   | 栃木   | J2     | 10位     | 58       | 42       | 15       | 13       | 14       | -          | -          |                |
| 2021   | 栃木   | J2     | 14位     | 45       | 42       | 10       | 15       | 17       | -          | 3回戦      |                |
| 2023   | 北九州 | J3     | 20位     | 20       | 25       | 4        | 8        | 13       | -          | 2回戦      | 第25節まで指揮 |
| 総通算 | 総通算 | 総通算 | -        | -        | 399      | 114      | 120      | 165      | -          | -          | -              |

## 著書
- 田坂和昭／川端康生『負けずじゃけん。』枻出版社、2006年3月。ISBN 978-4777904808。